# Interlomas

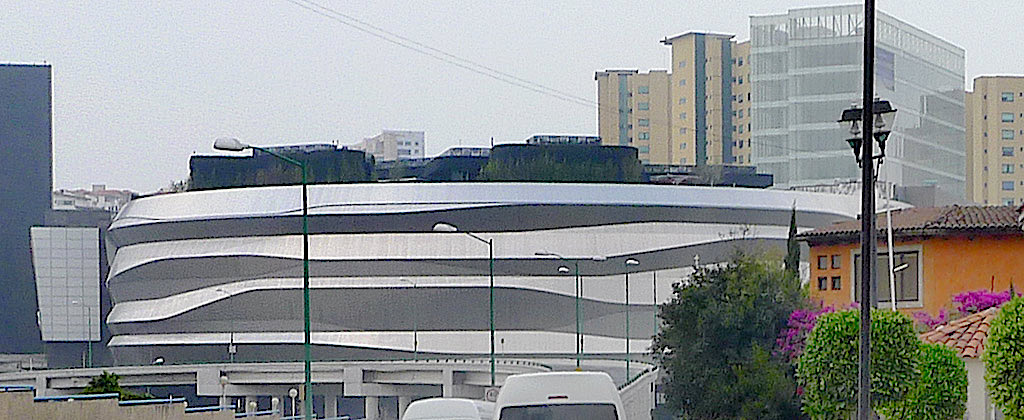
Interlomas Flagship Store

Interlomas ist eine Edge City in der Metropolregion Mexiko-Stadt.
Interlomas liegt rund 18 Kilometer westlich des historischen Zentrums von Mexiko-Stadt, gehört jedoch zum Municipio Huixquilucan im Bundesstaat México. Interlomas wurde in den 1950er Jahren angelegt und dient vorrangig als Arbeitsstätte für Berufspendler. 2011 hatte Interlomas eine Beschäftigtenzahl von etwa 170.000 Menschen, die in rund 500 kleinen Gebäuden und 15 Bürohochhäusern tätig waren.
Das Außenstadtzentrum Interlomas ist auch bekannt durch den Paseo Interlomas, ein Einkaufszentrum, das drei große Kaufhäuser, ein  Cinépolis-4D-Kino, eine Eisbahn, 12 Restaurants und eine Einkaufspassage mit rund 180 Einzelgeschäften beinhaltet.